# Горње Виљево
Горње Виљево (хрв. Gornje Viljevo) је насељено место у саставу општине Нова Буковица, Вировитичко-подравска жупанија, Хрватска.

## Историја
До територијалне реорганизације у Хрватској било је у саставу старе општине Подравска Слатина.

## Становништво
У попису становништва из 2011. године, Горње Виљево је имало 31 становника.
| Број становника према пописима | Број становника према пописима | Број становника према пописима | Број становника према пописима | Број становника према пописима | Број становника према пописима | Број становника према пописима | Број становника према пописима | Број становника према пописима | Број становника према пописима | Број становника према пописима | Број становника према пописима | Број становника према пописима | Број становника према пописима | Број становника према пописима | Број становника према пописима |
| ------------------------------ | ------------------------------ | ------------------------------ | ------------------------------ | ------------------------------ | ------------------------------ | ------------------------------ | ------------------------------ | ------------------------------ | ------------------------------ | ------------------------------ | ------------------------------ | ------------------------------ | ------------------------------ | ------------------------------ | ------------------------------ |
| 1857                           | 1869                           | 1880                           | 1890                           | 1900                           | 1910                           | 1921                           | 1931                           | 1948                           | 1953                           | 1961                           | 1971                           | 1981                           | 1991                           | 2001                           | 2011                           |
| 194                            | 245                            | 221                            | 646                            | 286                            | 309                            | 281                            | 298                            | 253                            | 279                            | 261                            | 167                            | 119                            | 69                             | 53                             | 31                             |

### Попис1991.
У попису становништва из 1991. године, Горње Виљево је имало 69 становника, следећег националног састава:
| Попис 1991.‍ | Попис 1991.‍ | Попис 1991.‍ | Попис 1991.‍ | Попис 1991.‍ |
| ----------- | ----------- | ----------- | ----------- | ----------- |
|             |             |             |             |             |
| Срби        | Срби        |             | 36          | 52,17%      |
| Хрвати      | Хрвати      |             | 29          | 42,02%      |
| Југословени | Југословени |             | 4           | 5,79%       |
| укупно: 69  |             |             |             |             |

### Попис1910.
| Горње Виљево | Горње Виљево |
| --- | --- |
| језик | вера |
| укупно: 309 Српски 214 (69,25%) Хрватски 74 (23,94%) Мађарски 15 (4,85%) Чешки 1 (0,32%) Немачки 1 (0,32%) остали 4 (1,29%) | <div style="border:solid transparent;position:absolute;width:100px;line-height:0;<div style="border:solid transparent;position:absolute;width:100px;line-height:0;<div style="border:solid transparent;position:absolute;width:100px;line-height:0; укупно: 309 Православци 216 (69,90%) Римокатолици 92 (29,77%) Лутерани 1 (0,32%) - (-%) |